# Dudicz

Pierwotny herb Andrzeja Dudycza

Herb Andrzeja Dudycza poszerzony przez cesarza

Dudicz (Dudycz) – polski herb szlachecki z indygenatu.

## Opis herbu
Zachowały się przekazy o dwóch wersjach tego herbu - sprzed i po udostojnieniu. Wersja pierwotna:
W polu błękitnym od czoła majuskuła W złota, z takąż koroną. Od podstawy skos złoty, którego górna linia wycięta w zęby; nad nim i pod nim po gwieździe złotej.
W klejnocie dwa skrzydła orle zwrócone na zewnątrz.
Wersja udostojniona:
Tarcza dzielona w słup. W polu lewym, błękitnym od czoła złota majuskuła W z takąż koroną. Od podstawy skos srebrny wycięty od góry liną w zęby; nad nim i pod nim po gwieździe złotej.
W polu prawym, srebrnym półorzeł czarny o dziobie złotym, koronowany.
W klejnocie orzeł czarny o dziobie złotym, koronowany.
Labry z prawej błękitne, podbite złotem, z lewej czarne, podbite złotem.

## Najwcześniejsze wzmianki
Dokument cesarza Makysymiliana II z 14 czerwca 1574, potwierdzający szlachectwo Andrzeja Dudycza. W tym samym dokumencie znajduje się nowy herb - udostojniony cesarskim orłem. Polski indygenat otrzymał Dudycz prawdopodobnie w 1575. Pojawia się też rok 1567, ale jest on mało prawdopodobny.

## Herbowni
Dudicz - Dudycz.